# Ausländerkinder-Pflegestätte

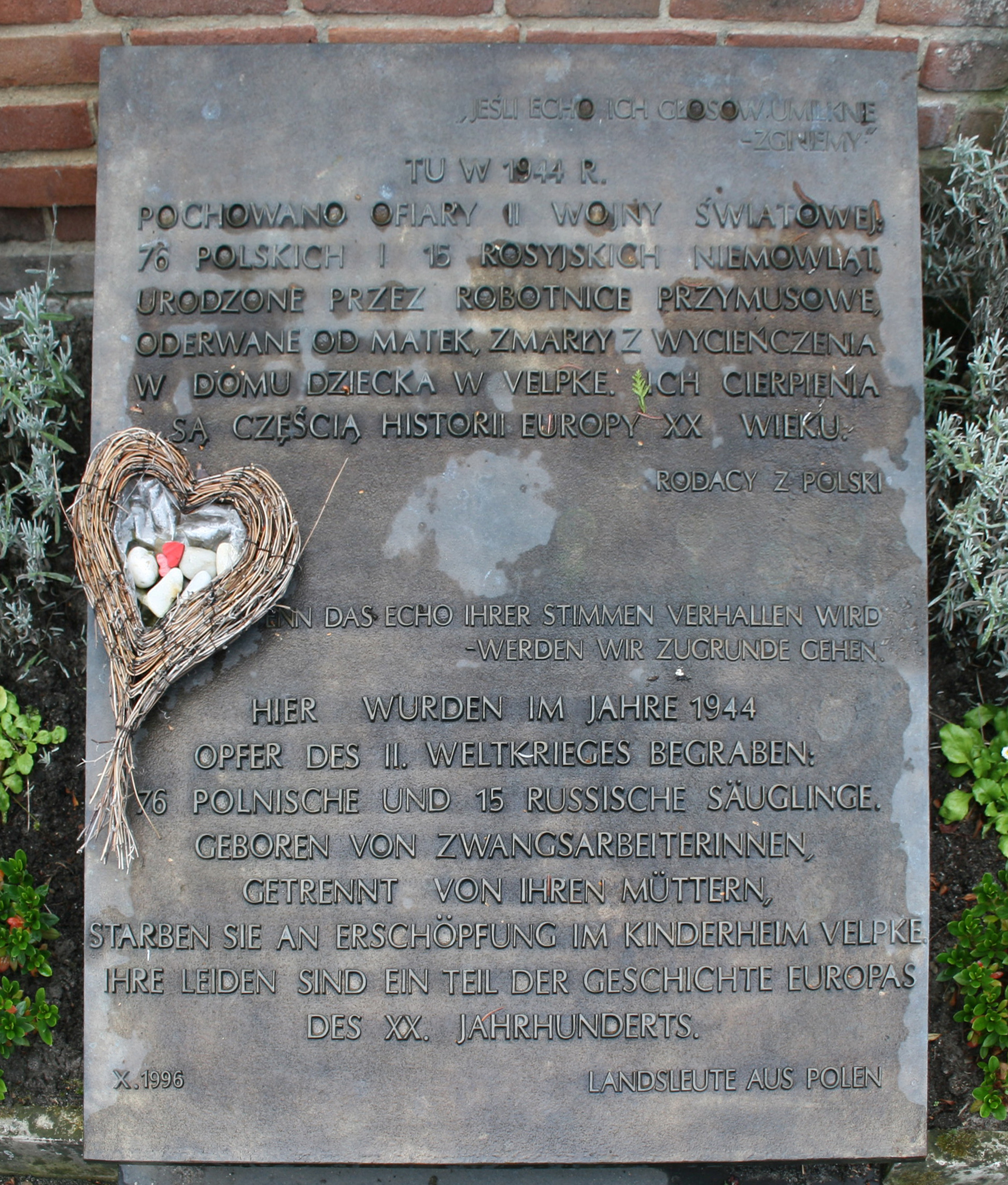
Bronzetafel am Ort der Kindergräber der Ausländerkinder-Pflegestätte in Velpke: Wenn das Echo ihrer Stimmen verhallt – werden wir zugrunde gehen (Text)

Eine Ausländerkinder-Pflegestätte war eine Einrichtung des nationalsozialistischen Deutschen Reiches für schwangere polnische, ukrainische und russische Zwangsarbeiterinnen in der Zeit von 1943 bis 1945.
Die Zwangsarbeiterinnen sollten keine Kinder aufziehen, da diese in der Nazi-Terminologie als „rassisch minderwertiger Nachwuchs“ galten. Schätzungsweise wurden an die 100.000 Kinder sowjetischer und polnischer Zwangsarbeiterinnen durch Abtreibung oder durch kalkulierte Vernachlässigung nach der Geburt getötet.

## Name
Ursprünglich wurde von Kindersammelstätten gesprochen. Ihre Errichtung und ihr euphemistischer Name als Ausländerkinder-Pflegestätte wurde am 27. Juli 1943 durch einen Erlass des Reichsführers SS Heinrich Himmler verfügt. Es sollten Kinderpflegestätten einfachster Art werden. Die NSDAP erweckte mit dem offiziellen Namen den Schein der Existenz tatsächlicher Säuglingspflegeheime, in denen gleichzeitig der unausgesprochene Zweck erfüllt wurde, die unerwünschten Kinder rasch sterben zu lassen.
Die „Heime“ erhielten aufgrund von Erlassen, Dekreten und Verordnungen unterschiedlicher Träger laut Raimund Reiter, dem Autor des Buches Tötungsstätten für ausländische Kinder im Zweiten Weltkrieg verschiedene Namen wie
„Aufzuchtraum für Bastarde“, „Ausländerkinderpflegeheim“, „Ausländerkinderpflegestätte“, „Ausländerkinder-Pflegestätte“, „Ausländer-Kinderverwahranstalt“, „Kinderverwahranstalt“, „Ausländer-Kleinkinderpflegestätte“, „Ausländer-Säuglingsanstalt“, „Ausländer-Wöchnerinnenheim“, „Entbindungsheim“, „Entbindungslager“, „Entbindungsstation“, „Fremdvolk-Kinderheim“, „Heim“, „Kinderheime“, „Kinderaufbewahrungsstelle“, „Kindernest“, „Kinderpflegestelle“, „Kindersammelstelle“, „Kinderheimstation“, „Kinderstätte“, „Kleinkinderbetreuungseinrichtungen“, „Nest“, „Ostarbeiter-Säuglingskrippe“, „Sondereinrichtung“, „Einrichtung“, „Wöchnerinnenbaracke“.
Einige Bezeichnungen wurden lediglich regional verwendet, andere folgten Vorgaben in Erlassen. Manche Begriffe wurden auch von anderen Einrichtungen verwendet. „Aufzuchtsraum für Bastarde“ wurde nur im Gau Baden, „Fremdvolk-Kinderheime“ nur von der Volksdeutschen Mittelstelle und „Sammelentbindungsheime“ nur vom Landesarbeitsamt Niedersachsen verwendet. „Entbindungsheime“ und „Ausländerkinderpflegestätte“ nannten die Deutsche Arbeitsfront und die Behörde für Arbeitseinsatz diese Einrichtungen. Kreisbauernschaften benutzten die Begriffe „Pflegestätten“ und „Pflegenester“. Unterschiedliche Stellen setzten unspezifische Bezeichnungen wie „Heime“, „Kinderheime“ und „Sondereinrichtungen“ ein, die schon für andere Einrichtungen und Zwecke verwendet wurden.

## Typologie
Trotz unterschiedlicher Sprachregelungen war diesen „Heimen“ gemeinsam, dass sie in der Regel nur polnische, ukrainische und russische Kinder aufnahmen. Selten wurden auch niederländische Kinder aufgenommen. Die Unterbringung der Kinder erfolgte zwangsweise, mehr oder weniger gegen den Widerstand der Mütter. Die Aufnahme der Kinder entstand durch die Erfordernisse des kriegswirtschaftlichen Arbeitseinsatzes von Zwangsarbeiterinnen, die durch die rassen- und bevölkerungspolitischen Vorstellungen der Nationalsozialisten bestimmt waren wie auch durch das „Verwaltungs- und Zuständigkeitschaos“ zwischen NSDAP, nationalsozialistischen Verbänden, Ämtern, Behörden und staatlicher Behörden.
Die aufgenommenen Kinder waren meist zwischen ein bis zwei Jahre alt. In Ausnahmefällen gab es ältere Kinder dort. Die Sterberate lag bei 50 bis 90 Prozent oder höher. Die Sterbeursache lag in der gewollten fehlenden oder mangelnden Ernährung und in den Epidemien, die durch Verwahrlosung und fehlende Hygiene entstanden waren.
Die Trägerschaft lag in der Regel bei der Deutschen Arbeitsfront, den Arbeitsämtern und in der Landwirtschaft bei der Kreisbauernschaft und bei den Kreisen. In Einzelfällen waren auch Rüstungsbetriebe Träger, beispielsweise des Ausländerkinder-Pflegeheims der Volkswagen GmbH (heute: Volkswagen AG) oder der Ausländerkinder-Pflegestätte Unterlüß der Rheinmetall-Borsig AG (heute: Rheinmetall AG). 
Errichtet wurden alle „Heime“ in der Zeit des Jahreswechsels von 1942/1943 und sie wurden entweder kurz vor oder kurz nach Kriegsende aufgelöst. Es gab auch einige Heime, die früher aufgelöst wurden, beispielsweise die Ausländerkinder-Pflegestätte in Velpke. Geführt wurden sie meist von einer deutschen Heimleiterin mit ausländischen Helferinnen. Die Ausstattung war bewusst unzureichend. Die Versorgung und das Zusammenleben von Mutter und Kind waren zeitlich festgelegt, in den ersten Jahren war sie höher und gegen Ende des Krieges lag die Zeit bei acht bis zehn Tagen.
Meist dienten die „Heime“ als Unterkünfte zur Isolierung von „fremdvölkischen“ Kindern, die auf bäuerlichen Höfen geboren wurden, die ohne Entbindungen betrieben wurden. In den großen „Heimen“ in den industriellen Zentren fanden auch Entbindungen statt, die auch die höchsten Sterberaten hatten.

## Schwangere Zwangsarbeiterinnen

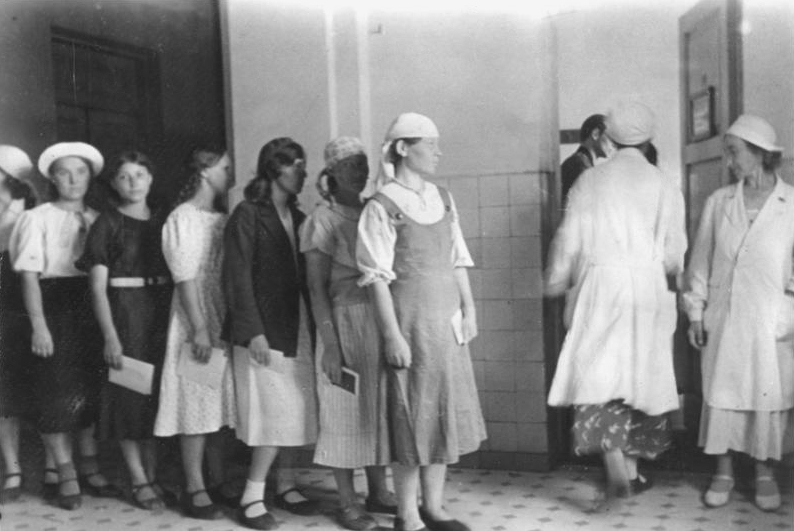
Vor dem Abtransport nach Deutschland wurden die arbeitsdienstverpflichteten Frauen (hier aus der Ukraine) untersucht

In der ersten Phase des Zweiten Weltkriegs zielte der Zwangsarbeitseinsatz auf eine höchstmögliche Arbeitsleistung zu niedrigsten Kosten. In den ersten Kriegsjahren wurden schwangere Zwangsarbeiterinnen kurz nach der Entbindung nach Hause geschickt. Im Kriegsjahr 1943 verbot Fritz Sauckel, der Generalbevollmächtigte für den Arbeitseinsatz, diese Abschiebungen, weil „wertvolle“ Arbeitskräfte verloren gingen. Diesen Frauen wurden nun in der Regel die Kinder weggenommen oder sie mussten vorher in eine Abtreibung einwilligen.
Diese Frauen mussten in der deutschen Wirtschaft unter harten Lebens- und Arbeitsbedingungen arbeiten; trotz dieser Verhältnisse wurden Zwangsarbeiterinnen schwanger und gebaren Kinder.

### Zwangsabtreibungen
In der Folge eines Erlasses von Heinrich Himmler von 27. Juli 1943, der auch Rückkehr- oder Trennungserlass genannt wurde, wurden viele Zwangsarbeiterinnen zur Zwangsabtreibung genötigt, und die Sterblichkeit der Kinder in den Ausländerkinder-Pflegestätten lag zwischen 80 und 90 Prozent insbesondere in den größeren Pflegestätten. Ausgewählte Babys und größere Kinder wurden durch „arische“ Familien adoptiert.
Polinnen und Ostarbeiterinnen konnten bis zum vierten Monat der Schwangerschaft und im Einzelfall bis zum sechsten abtreiben. Die Anträge auf Schwangerschaftsabbruch sollten selbst gestellt werden, kamen aber auf entsprechenden Druck zustande. Manche Betroffene versuchte sich zu widersetzen oder versuchten zu fliehen. Abtreibungen deutscher Frauen waren verboten und wurden hart bestraft. Die Abtreibungskosten wurden von den Arbeitsämtern bezahlt. Schwangerschaftsabbrüche fanden in Krankenhausbaracken oder speziellen Entbindungsbaracken für Ostarbeiterinnen statt. Die Arbeitgeber und die Unternehmen sollten die Möglichkeiten zur Entbindung schaffen. Für die Entbindung sollten „Ostärzte“ zuständig sein, die auch für mehrere Lager zuständig sein konnten. Die Bezahlung der Ärzte war geregelt.

## Ausländerkinder

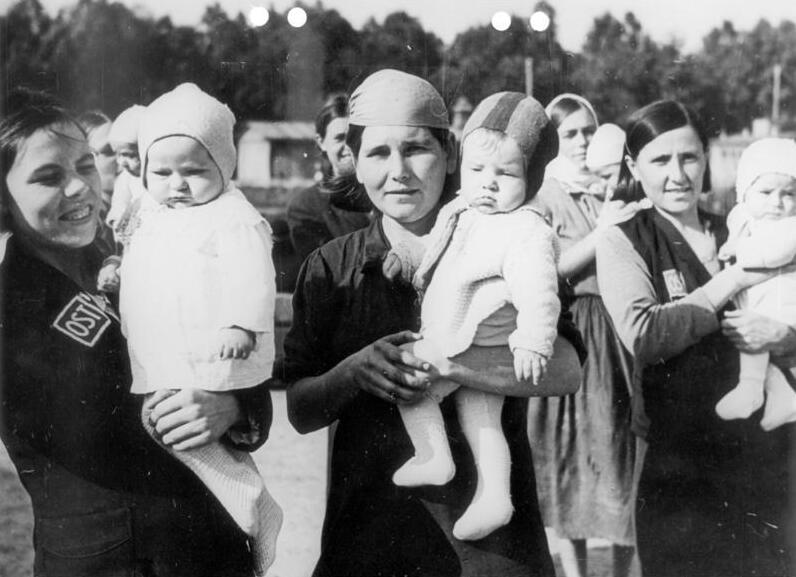
Zwangsarbeiterinnen mit ihren Babys (Propagandaaufnahme)

In den Vorstellungen der Nationalsozialisten sollten die ausländischen Mütter ihre eigenen Kinder nicht aufziehen. Sie sollten möglichst schnell wieder in den Arbeitsprozess integriert werden. Aufgezogen werden sollten die Säuglinge keineswegs von deutschen Frauen, sondern ausschließlich von ausländischen Zwangsarbeiterinnen. Die Nationalsozialisten nahmen den Müttern die Säuglinge und Kinder weg und brachten sie fernab in Ausländerkinder-Pflegestätten. Grundlage hierfür war Himmlers „Trennungserlass“ vom 27. Juli 1943.

### „Schlechtrassige“ oder „gutrassige“ Kinder
Die Kosten von Rückführungen der schwangeren ausländischen Arbeiterinnen in ihre Heimatländer übernahm ab 1941 der „Reichsstock für den Arbeitseinsatz“. Er enthielt die gesamten Einnahmen aus NS-Zwangsarbeit im Reich und in den von der Wehrmacht besetzten Gebieten. Die Behandlungskosten bezahlten Arbeitsämter und Krankenkassen, darunter die AOK und die Landeskrankenkassen. Die Kinder, die im Reichsgebiet blieben, wurden entweder an Privatpersonen oder Kirchen übergeben. Erste Erfassungen unehelicher Kinder von Zwangsarbeitern erfolgten ab September 1942. „Gutrassige“ Kinder sollte die Nationalsozialistische Volksfürsorge (NSV) übernehmen und „schlechtrassige“ sollten in sogenannte „Kindersammelstellen“. Diese Aufteilung sollte vor allem verhindern, dass „Ausländerkinder“ mit deutschen Kindern gemeinsam aufwuchsen. Zusätzlich sollten auch die Kosten fürs Reich minimiert werden. Zur Selektion sollten Schwangerschaften von ausländischen Arbeitskräften durch die Betriebe an Jugend- und Arbeitsämter gemeldet werden und zur Tarnung sollten die Gesundheitsämter Rasse-Untersuchungen vornehmen, die nach fragwürdigen Methoden erfolgten. „Gutrassige Kinder“ wurden den Müttern auch gegen ihren Willen weggenommen und eine Unterbringung in Heimen mussten sie bezahlen.
Die „Ausländerkinder-Pflegestätten“, die ursprünglich Kindersammelstellen genannt wurden, waren ausschließlich für die Aufnahme von  „schlechtrassischen“ Ausländerkindern festgelegt.  In seinem Erlass vom 15. Dezember 1942 hatte Sauckel als Generalbevollmächtigter für den Arbeitseinsatz bestimmt, dass Beauftragte des „Rasse- und Siedlungshauptamtes SS“, die bereits seit 1940 im besetzten Polen tätig waren, „gutrassige Elemente“ unter Ausländerkindern ermitteln sollten.
Als sich die „fremdvölkischen“ Geburten im Reichsgebiet häuften und die „Rasseprüfung“ im Erlass des Reichsführers SS zur „Behandlung schwangerer ausländischer Arbeiterinnen und der im Reich von ausländischen Arbeiterinnen geborenen Kinder“ vom 27. Juli 1943 festgelegt wurde, war eine „rassische Überprüfung des Erzeugers und der Mutter“ vorzunehmen. Im Erlass lautete die Anweisung wie folgt:
„Die Notwendigkeit, den Verlust deutschen Blutes an fremde Volkskörper zu verhindern, wird durch die Blutopfer des Krieges verstärkt. Es gilt daher, die Kinder von Ausländerinnen, die Träger zum Teil deutschen und stammesgleichen Blutes sind und als wertvoll angesehen werden können, nicht den ‚Ausländerkinder-Pflegestätten‘ zuzuweisen, sondern nach Möglichkeit dem Deutschtum zu erhalten und sie daher als deutsche Kinder zu erziehen. Aus diesem Grunde ist in den Fällen, in denen der Erzeuger des Kindes einer Ausländerin ein Deutscher oder ein Angehöriger eines artverwandten stammesgleichen (germanischen) Volkstums ist, eine rassische Überprüfung des Erzeugers und der Mutter durchzuführen.“
Unter den Begriff „germanisches Volkstum“ subsumierten die Nationalsozialisten Menschen flämischer, niederländischer, dänischer, norwegischer, schwedischer, finnischer, estnischer und lettischer Abstammung.

### Unterbringung und Versorgung
Die Kinder wurden in Baracken und Ställen untergebracht. Die hygienischen Verhältnisse waren katastrophal, die Reinigung der Windeln und Kinder wurde vernachlässigt, es gab keine oder kaum medizinische Versorgung, es fanden keine oder selten Gewichtskontrollen der Säuglinge statt. Sie waren mit maximal einem halben Liter Milch am Tag unterernährt. Unter diesen Bedingungen erlitten die vernachlässigten Säuglinge einen langsamen und qualvollen Tod durch Unterernährung, Ruhr und Durchfall – eindeutig eine Folge der Lebensumstände. Die körperliche Schwäche mit Todesfolge war keine Folge der Geburt, sondern war gewollt herbeigeführt worden. Epidemien, die aus mangelnder Hygiene und Gesundheitspflege entstanden, führten zu weiteren Todesfällen.

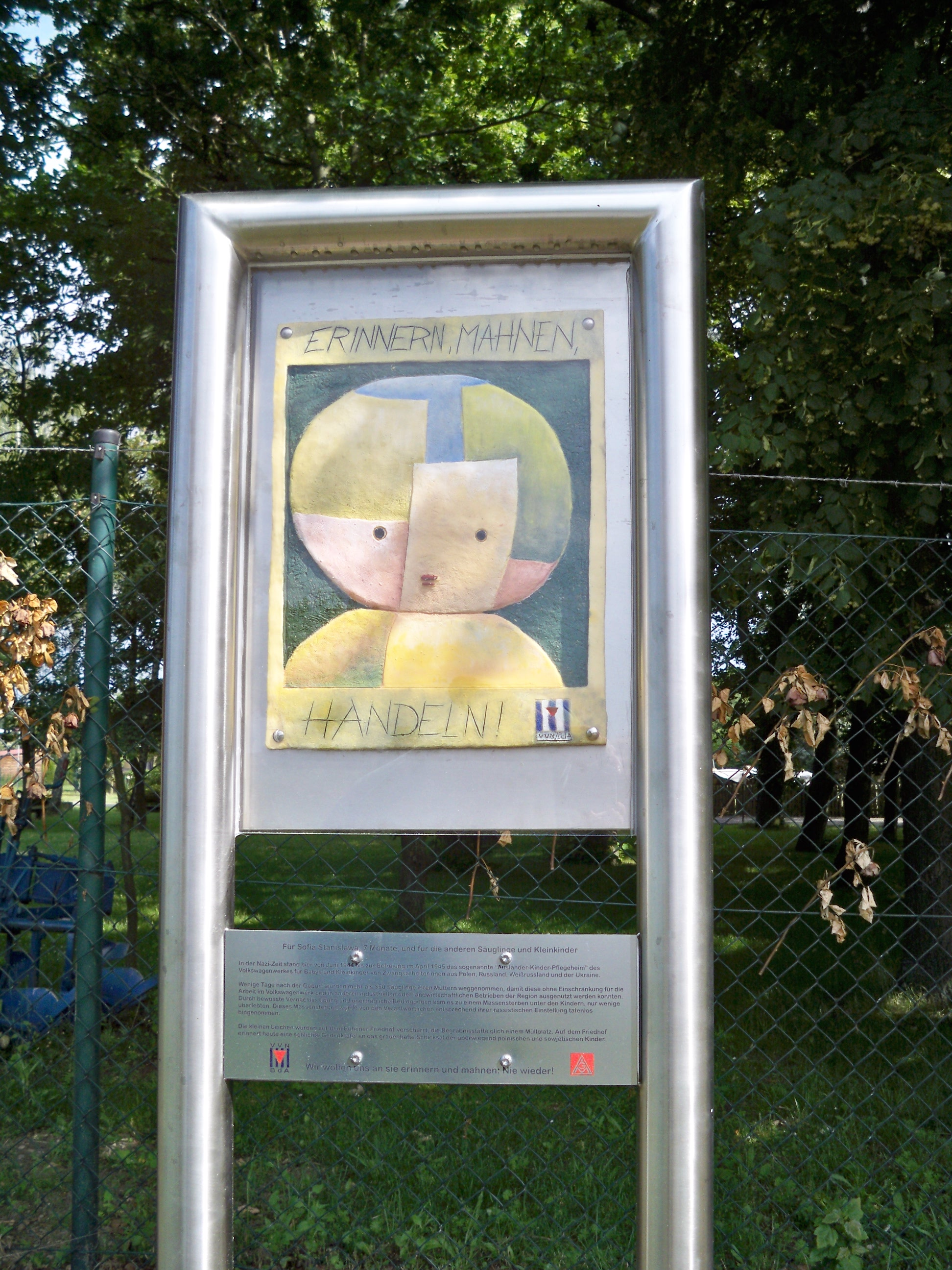
Rühen, Gedenktafel am ehemaligen „Kinderlager“

Die Anklage eines Britischen Militärgerichts in Braunschweig im Fall des Ausländerkinder-Pflegeheims des Volkswagenwerks mit Standorten in Wolfsburg und Rühen, lautete auf „Begehung eines Kriegsverbrechens, […] unter Verletzung der Gesetze und Gepflogenheiten des Krieges und einer Tötung einer Reihe von Kindern polnischer und russischer Staatsangehöriger durch vorsätzliche Vernachlässigung“.

## Zuständigkeit und Verantwortung
Die Trägerschaften der Ausländerkinder-Pflegestätten waren unterschiedlich, entsprechend des Erlasses wäre die Arbeitseinsatzverwaltung von Sauckel hierfür zuständig gewesen. Über den Grad der Vernachlässigung entschieden Verantwortliche vor Ort. Nicht nur nationalsozialistische Stellen, sondern auch kommunale Behörden, Betriebe, Krankenkassen, Ärzte und Arbeitsämter waren an der Organisation der Säuglingslager beteiligt.
In der Ausländerkinder-Pflegestätte Velpke beispielsweise besorgte die NSDAP die Anmietung der Baracke, deren Mietzahlungen nach wenigen Monaten eingestellt wurden. Sie organisierte über die Nationalsozialistische Volkswohlfahrt (NSV) die Innenausstattung der Baracken, sie beglich die Gehaltsanweisungen an die Pflegestätten-Leiterin und die von ihr vorgelegten Lieferantenrechnungen. Für das sogenannte Entbindungsheim in Braunschweig in der Broitzemerstraße hatte die AOK Braunschweig, nach mehreren Verhandlungen mit lokalen Organisationen, die Trägerschaft übernommen. Warum sie das tat, ist letztlich unklar. Es ist aber anzunehmen, dass sie es tat, weil sie vorher bereits in der Trägerschaft des „Russenkrankenhauses“ in Braunschweig stand. In diesem Fall wird besonders deutlich, dass Trägerschaften nicht angeordnet, sondern lokal ausgehandelt wurden.
Die „Pflegestätten“ für die Kinder der Zwangsarbeiterinnen wurden in Deutschland eingerichtet, ohne dass die Verantwortlichen in den Parteigremien der NSDAP eindeutig geklärt hätten, ob sie die Kinder überleben lassen wollten. Es wurde nicht eindeutig festgelegt, welche Standards Heime für die Unterbringung und Verpflegung der Kinder erfüllen mussten. Unklar war, wer eigentlich für den Betrieb und die Finanzierung dieser Einrichtung zuständig war.
Die Irritationen, die durch Nicht-Entscheidungen und Nicht-Handeln der Verantwortlichen entstanden, hatten zur Folge, dass jeder auf Entscheidungen anderer Dienststellen wartete oder diese verschob. Es entstand eine Situation, in der jeder seinen Aufgabenbereich selbst definierte, und damit befanden sich diese „Stätten“ im administrativen Niemandsland, jede Dienststelle sowie jede Person konnte ihre Verantwortung an die nächste übertragen und die eigene Verantwortung ablehnen.
Alle Amtsträger und Verantwortlichen wussten über das Sterben der Kinder Bescheid, sie konnten aber stets sagen, dass sie nicht wussten, wie sie sich verhalten sollten, und dass sie für den Tod der Kinder nicht verantwortlich seien. Die Ausländerkinder-Pflegestätten waren für die Beschuldigten weder Säuglingsheime noch eine Tötungsstätte.

## Bevölkerung
Die Ausländerkinder-Pflegestätten bestanden nicht im leeren Raum und sie waren auf Unterstützung vor Ort angewiesen. Das Bestehen dieser Stätten und das Sterben der Kinder war allgemein bekannt und offensichtlich, denn es ließ sich vor der Bevölkerung nicht verbergen. Kirchenvorstände, Pastoren und kommunale Gremien mussten sich mit der Frage befassen, wo die Kinder begraben werden sollten.
Dass derartige Einrichtungen errichtet werden konnten, lag zum einen an der passiven Haltung der Bevölkerung und zum anderen an der Möglichkeit der Nationalsozialisten, jede Form der Anteilnahme sofort zu unterdrücken. Es gab sicherlich auch Bevölkerungsschichten, die versuchten, mehr über die Umstände dieser Heime zu erfahren. Es waren überwiegend Frauen, die daraufhin von den Amtsträgern und der NSDAP bedroht und eingeschüchtert wurden.

## Nachwirken
Angeregt durch regionale Veröffentlichungen und Initiativen sind an den Ausländerkinder-Pflegestätten vielerorts Erinnerungsorte entstanden.

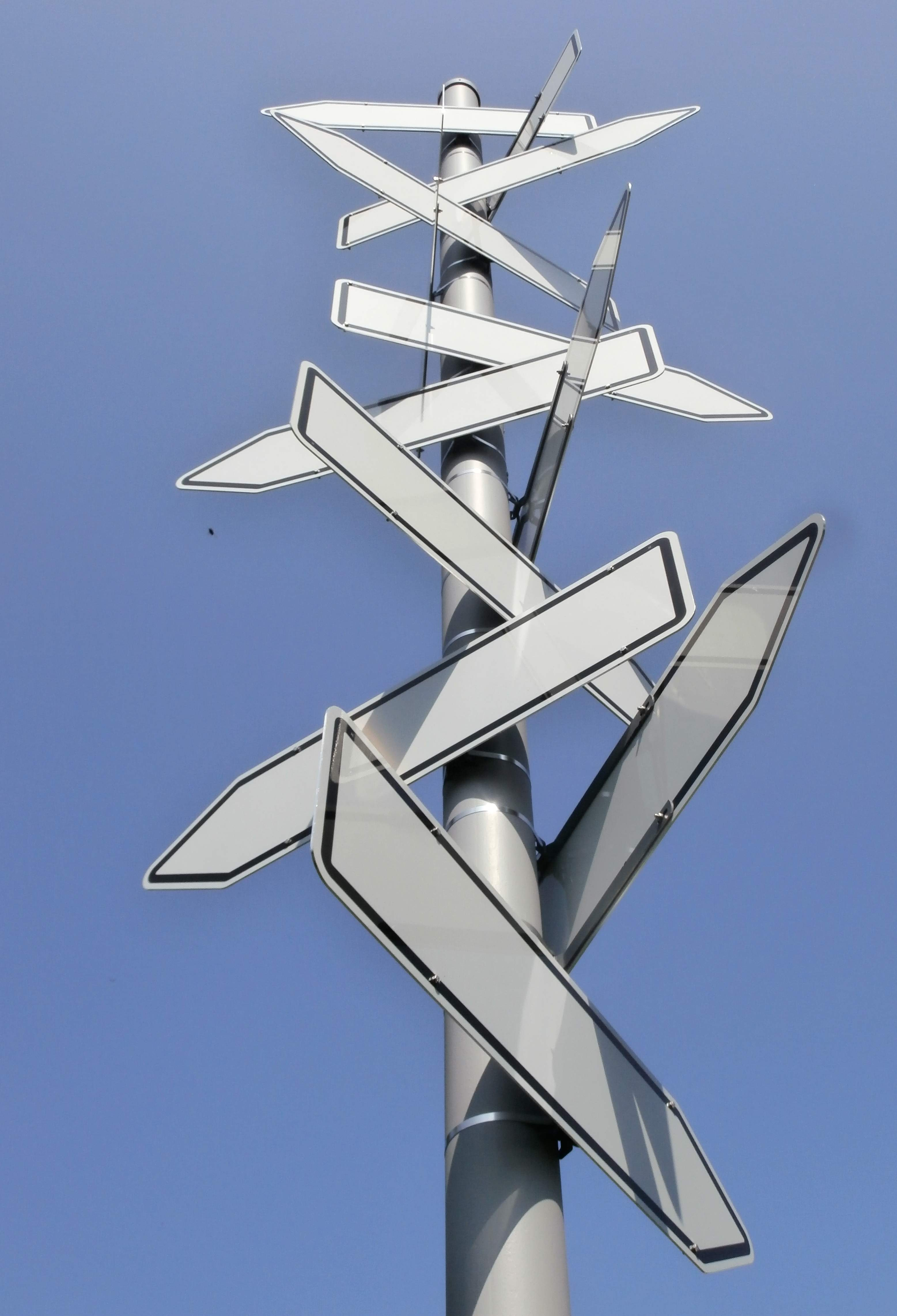
Mahnmal im Durchgangslager Bietigheim
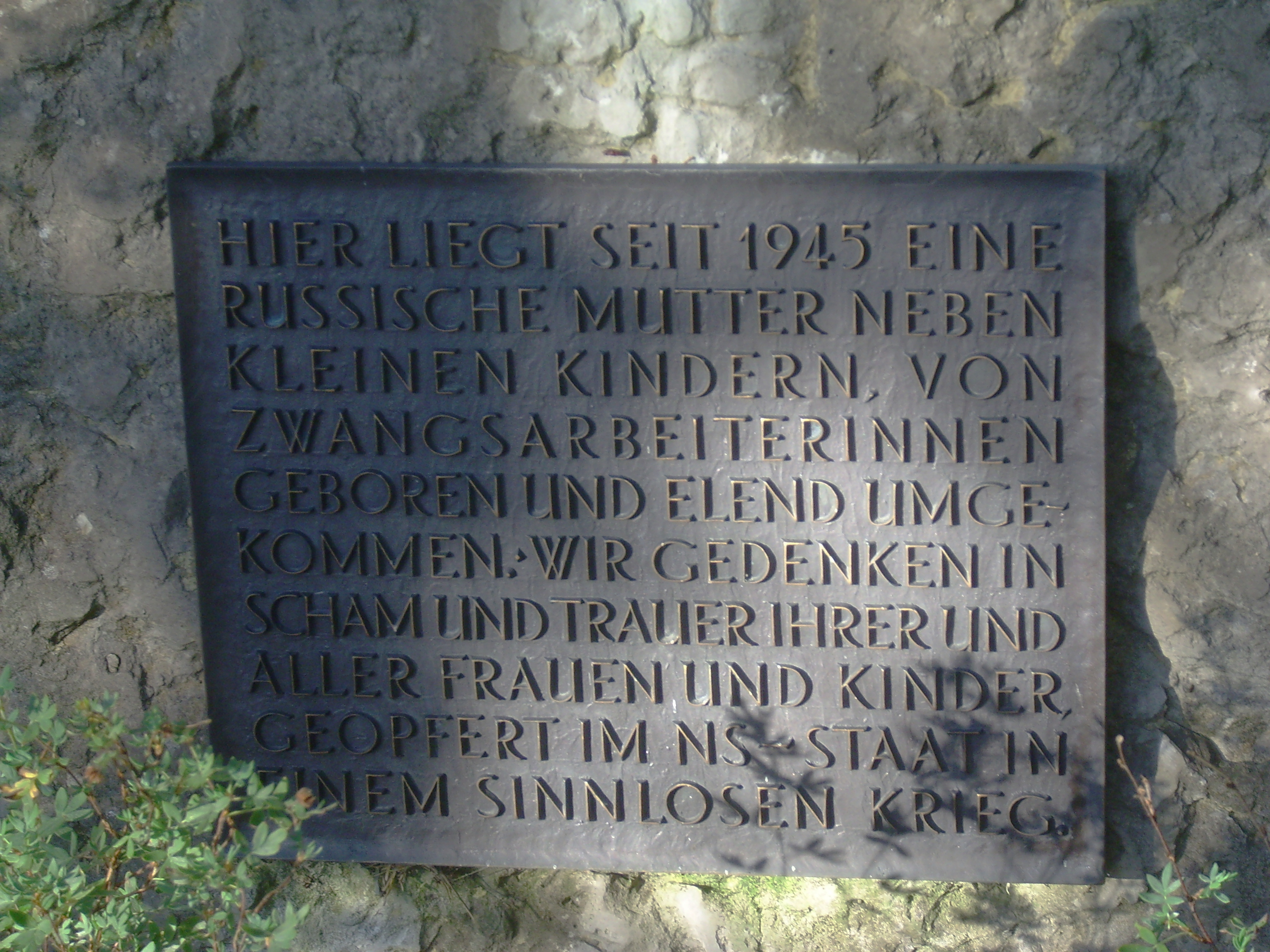
Bronzetafel am Mahnmal der Gedenkstätte Gantenwald
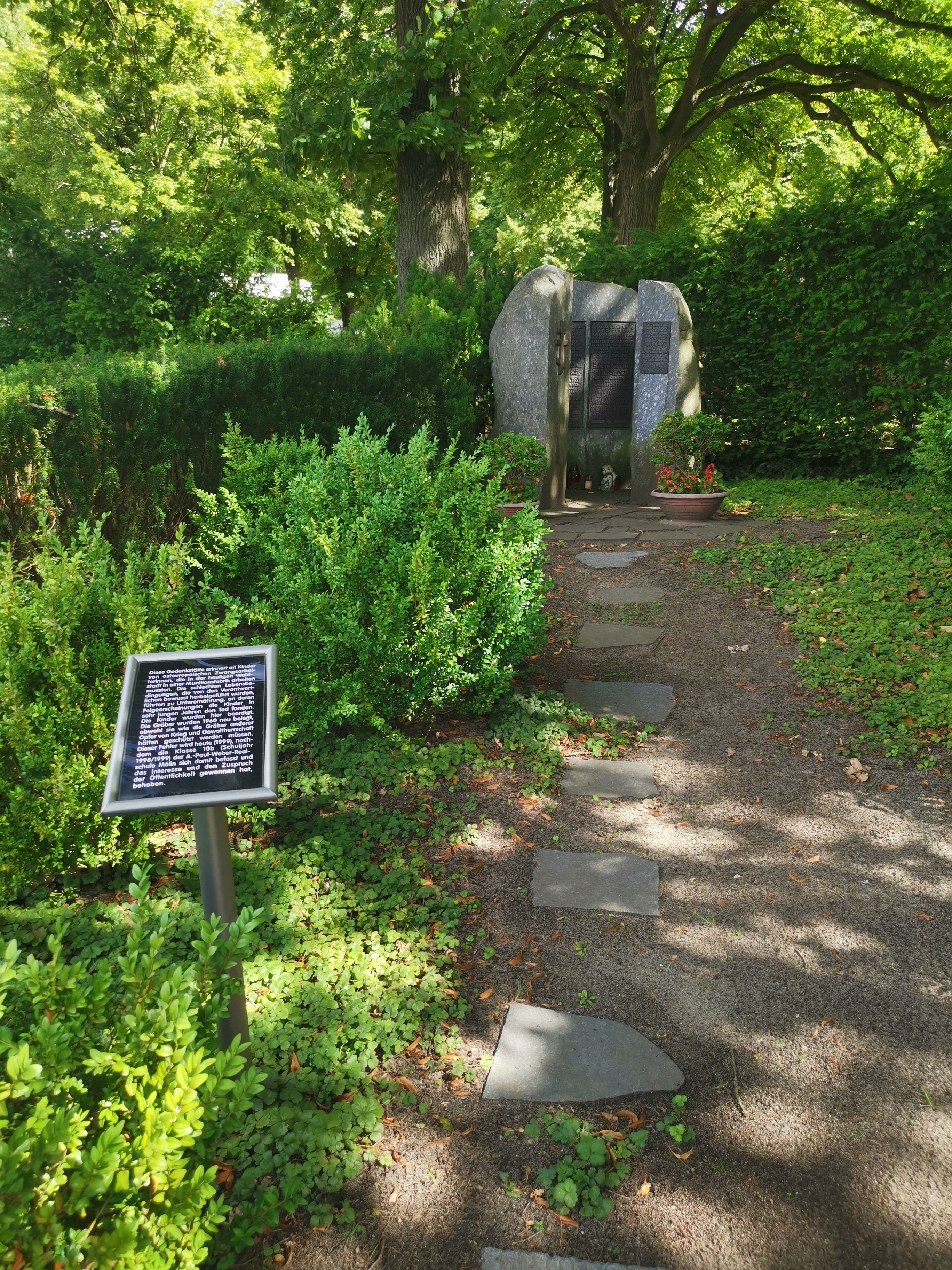
Gedenkstätte Alter Friedhof in Mölln
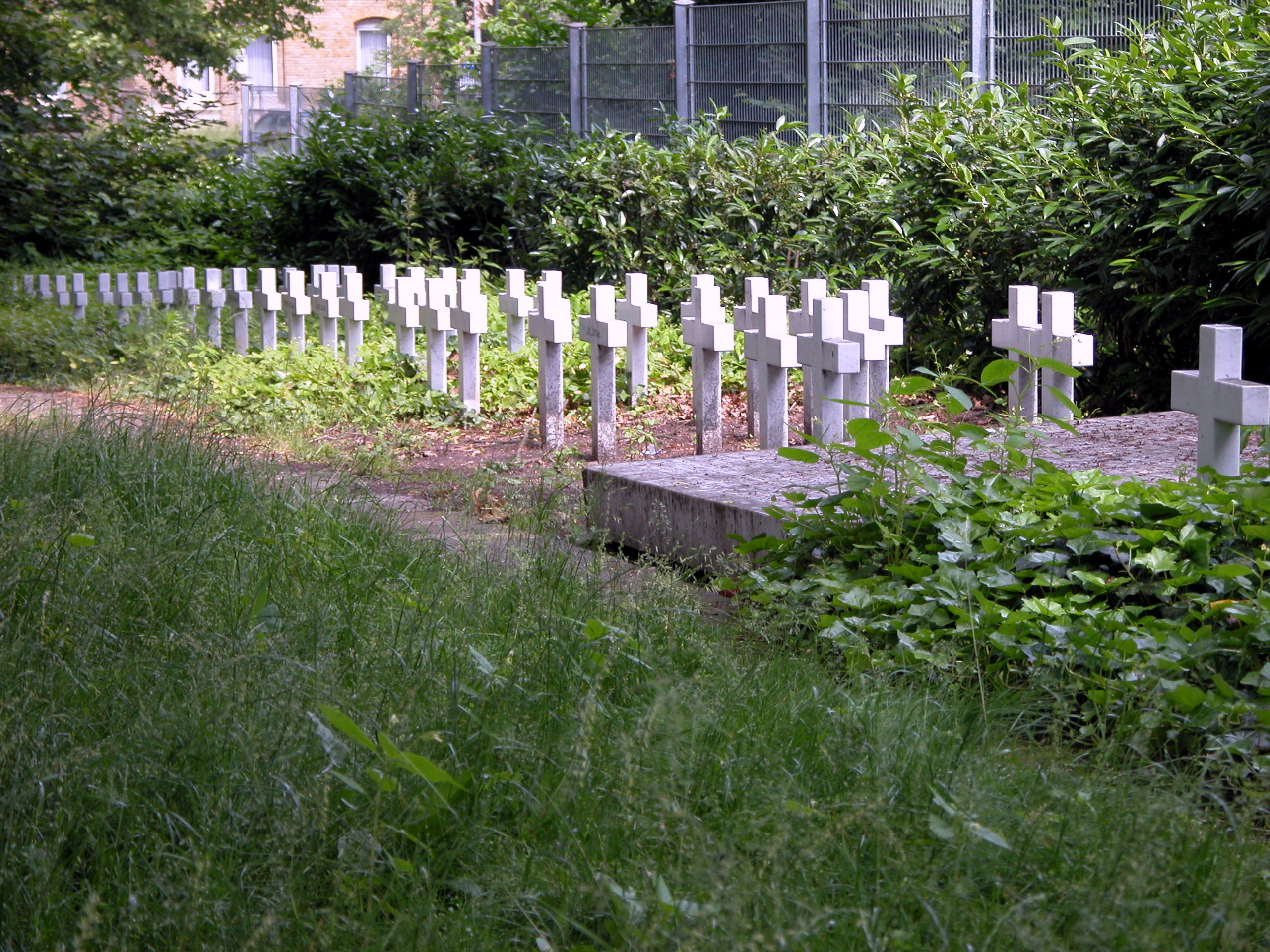
Gedenkstätte auf dem Friedhof Hochstraße: „Entbindungsheim“ für Ostarbeiterinnen in Braunschweig
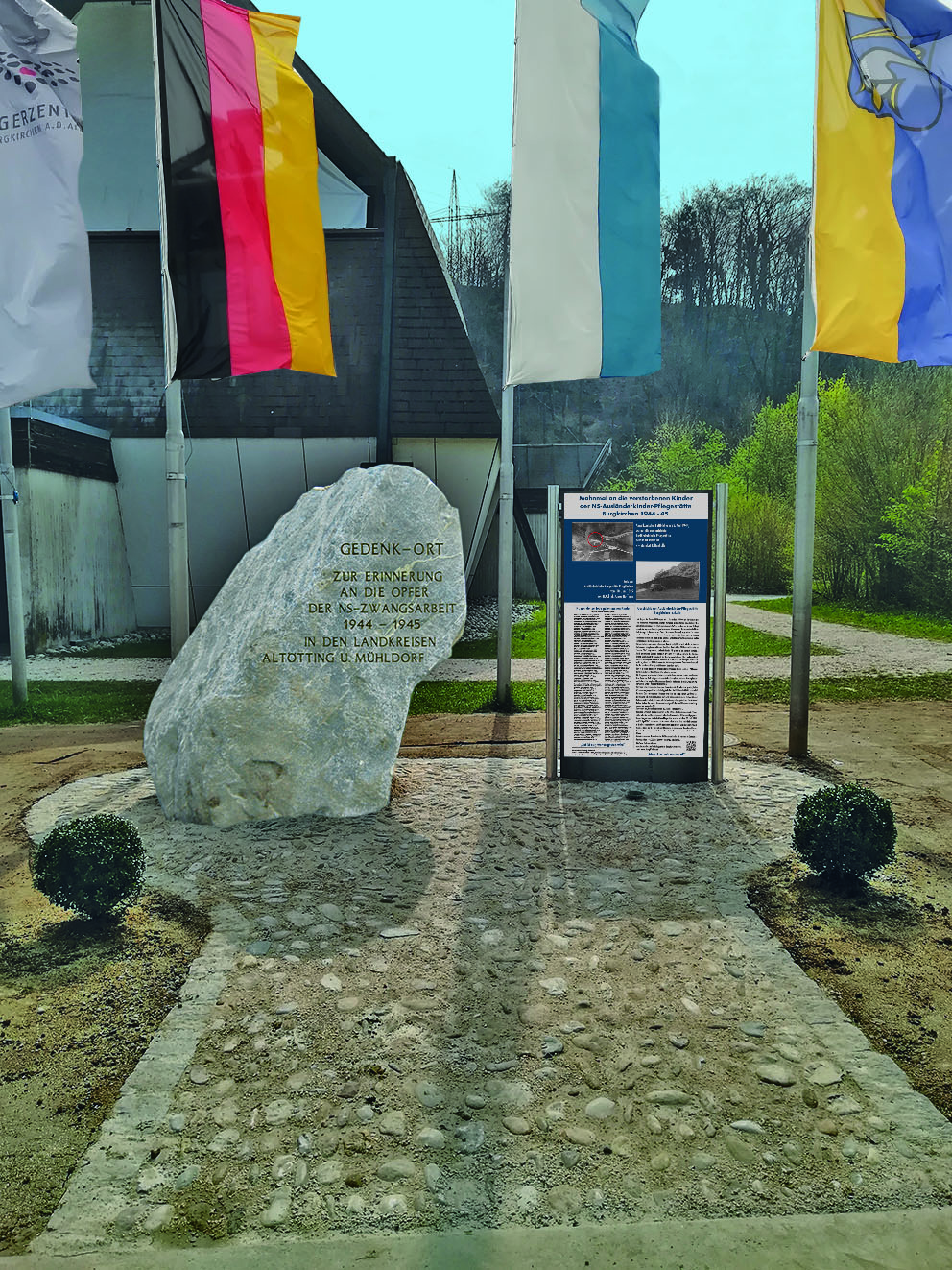
Gedenkort zur Erinnerung an die Zwangsarbeiterinnen und die Ausländerkinder-Pflegestätte in Burgkirchen an der Alz in den Jahren 1944–1945
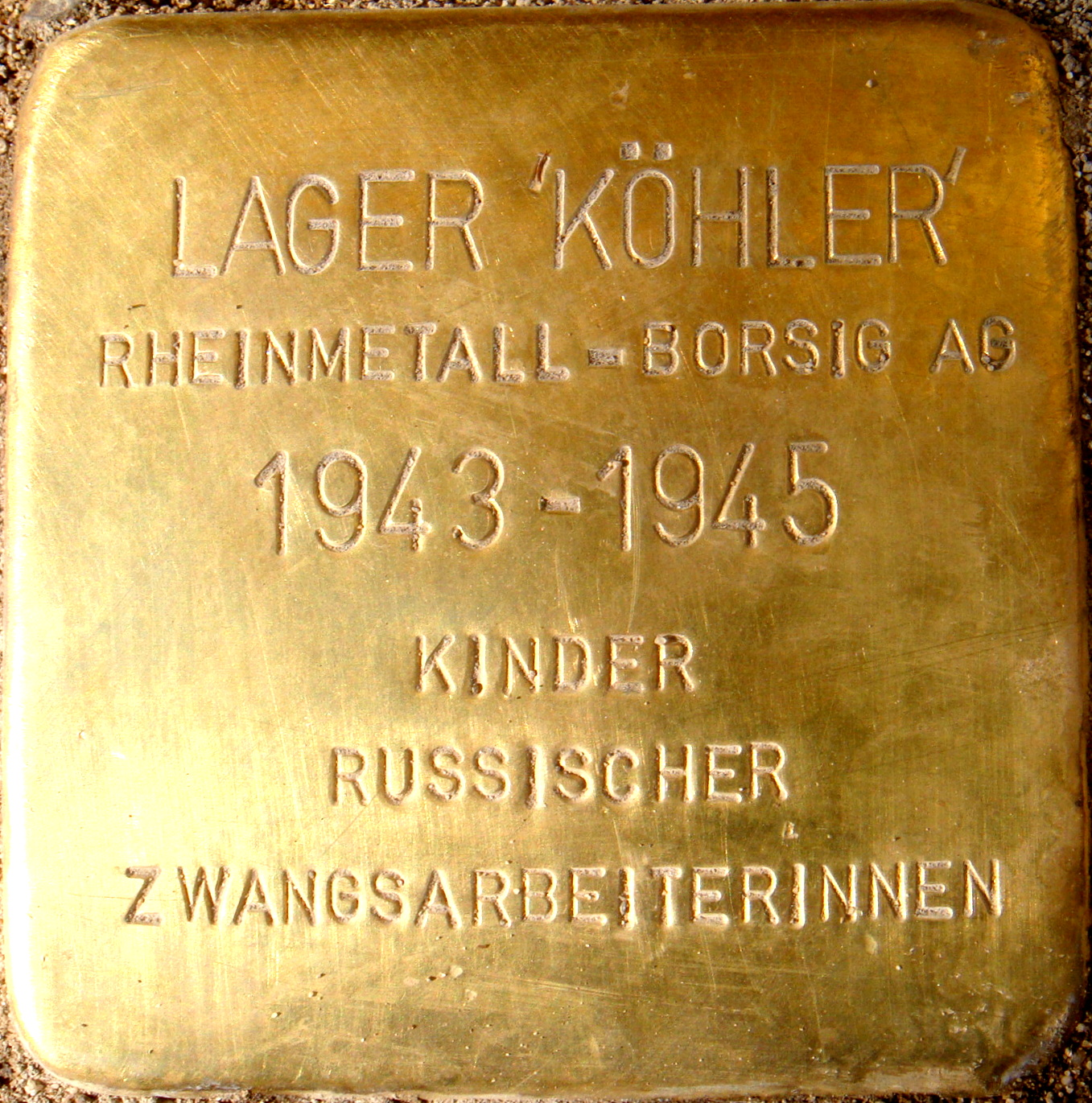
Stolperstein am „Lager Köhler“ der Rheinmetall-Borsig AG
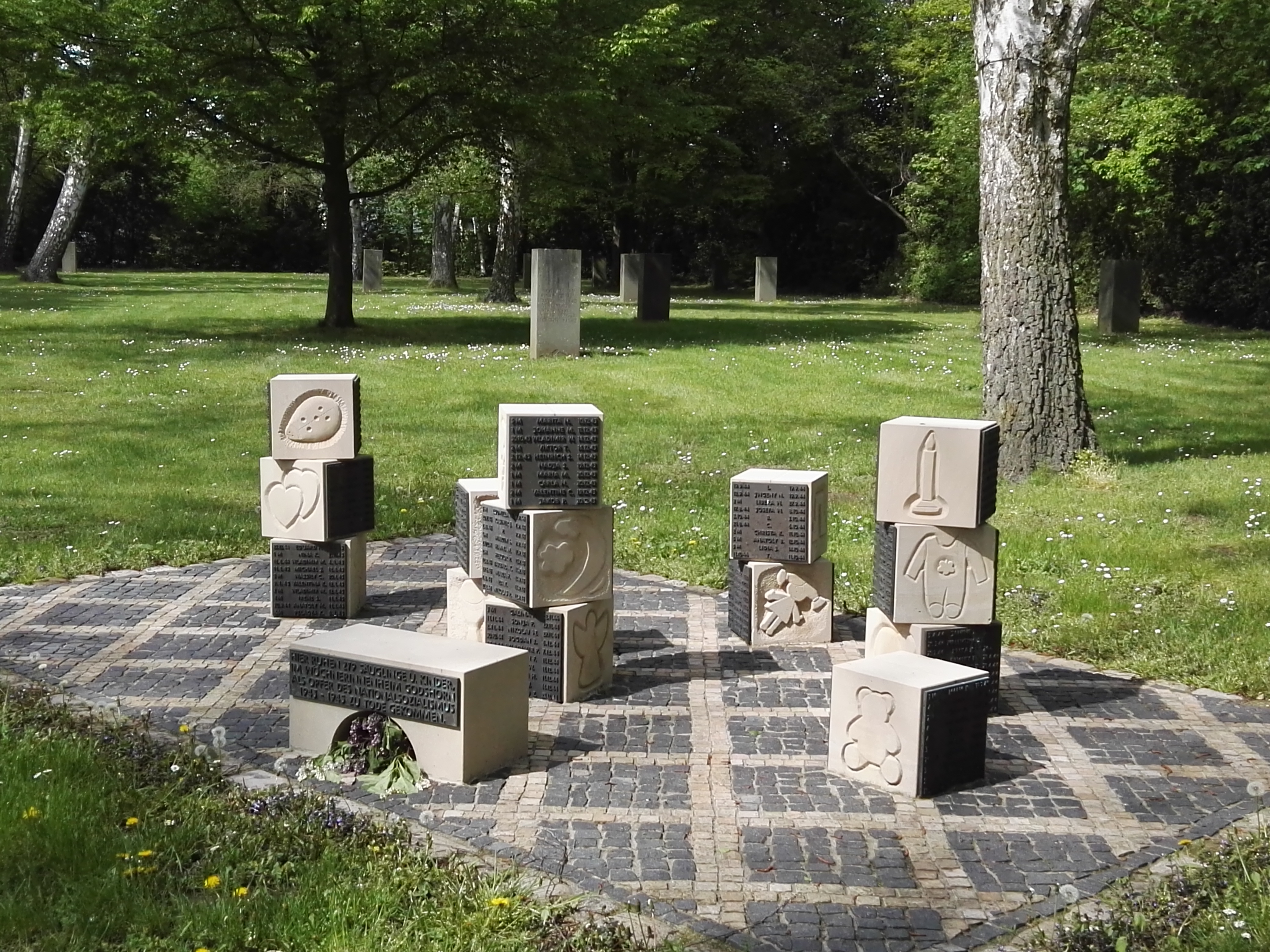
Gedenkstätte auf dem Stadtfriedhof Seelhorst in Hannover für 279 getötete Säuglinge und Kleinkinder im „Wöchnerinnenheim“ Godshorn
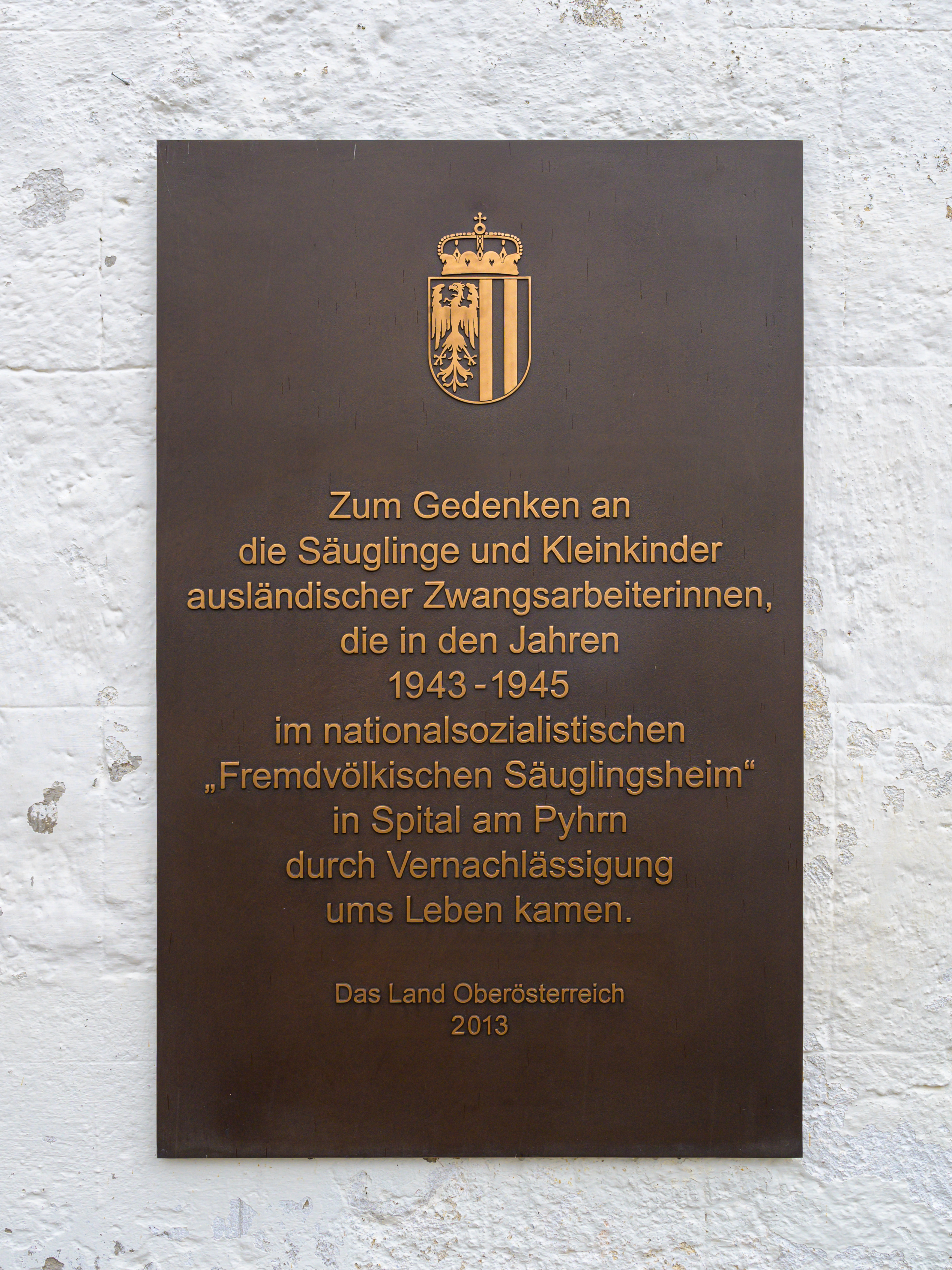
Gedenktafel auf dem Friedhof von Spital am Pyhrn erinnert an das „Fremdvölkische Säuglingsheim“ in Spital am Pyhrn in Österreich
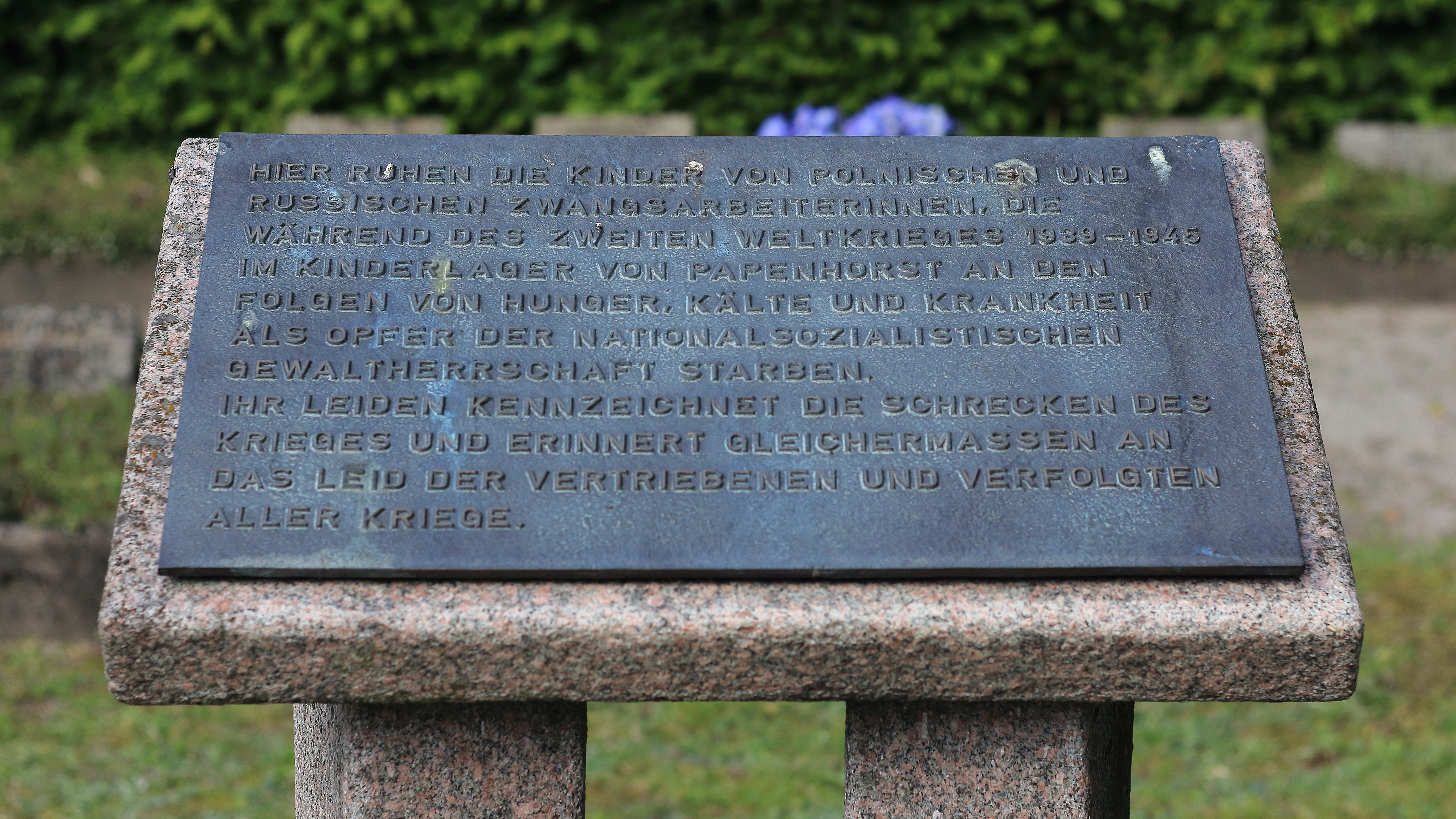
Gedenktafel für ein „Heim“ auf dem Friedhof Nienhagen

## Ausgewählte Ausländerkinder-Pflegestätten sowie Entbindungsheime und Friedhöfe

### Auf dem Gebiet des heutigen Deutschland
Durchgangslager Bietigheimdaran angeschlossen das Krankenlager Großsachsenheim, mit 51 bzw. 27 nachgewiesenen toten Kleinkindern
Entbindungsheim für OstarbeiterinnenBraunschweig, über 360 Babys beerdigt
Burgkirchen a.d. Alz, OberbayernIn dieser Ausländerkinder-Pflegestätte starben in den letzten beiden Kriegsjahren 159 Kinder von Zwangsarbeiterinnen. 2019 wurde nahe am Standort ein Mahnmal mit den Namen aller verstorbenen Kinder eingerichtet.
DresdenLager Kiesgrube, Dr.-Todt-Straße; dazugehöriges Grab auf dem St.-Pauli-Friedhof
Ausländerkinder-Pflegestätte Gantenwald(bei Bühlerzell, Landkreis Schwäbisch Hall): Ausländerkinder-Pflegestätte, 19 Gräber erhalten
Ausländerkinder-Pflegestätte BurgwedelGroßburgwedel, 24 verstorbene Kleinkinder namentlich bekannt, 28 verlegte Stolpersteine
MöllnEntbindungsheim der Heeresmunitionsanstalt, 27 Gräber (nicht erhalten) und Erinnerungsmal auf dem Alten Friedhof
OtterndorfGedenkstein auf dem Friedhof für 14 Babys
Ausländerkinder-Pflegestätte RühenGedenktafel auf dem Friedhof Rühen für über 100 Kinder. In einem Kriegsverbrecherprozess in Helmstedt wurde der verantwortliche Arzt Hans Körbel, Werksarzt des nahgelegenen Volkswagen-Werkes, 1946 zum Tode verurteilt und am 7. März 1947 im Zuchthaus Hameln hingerichtet.
Ausländerkinder-Pflegestätte Unterlüß
61 registrierte verstorbene Kinder
Ausländerkinder-Pflegestätte VelpkeMahnmal am Ort der Beerdigung von 91 Kindern auf dem Friedhof von Velpke. In einem Verfahren um diese Pflegestätte vor einem britischen Militärgericht wurden 1946 zwei Todesstrafen und zwei Haftstrafen mit 15 und 10 Jahren Zuchthaus verhängt.
VoerdeKinderbaracke Buschmannshof für Säuglinge und Kinder von Zwangsarbeiterinnen der Firma Krupp. Anklagepunkt im Nürnberger Krupp-Prozess.

### Auf dem Gebiet des heutigen Österreich
Durchgangslager 39Linz; Entbindungsort für hunderte Zwangsarbeiterinnen, mehr als 100 Kinder verstarben im Lager
BurgkirchenAuch in diesem Heim kamen Kinder ums Leben, so schrieb der zuständige Braunauer Amtsarzt im Jahr 1945 von „kolossaler Säuglingssterblichkeit“ im „Ost-Säuglingsheim“ Burgkirchen.
Schloss EtzelsdorfPichl bei Wels
Schloss Windernbei Desselbrunn
Spital am PyhrnIn Spital befand sich die erste Ausländerkinder-Pflegestätte bzw. das erste „fremdvölkische Kinderheim“ des Deutschen Reiches
Utzenaich